# Troika (trineo)

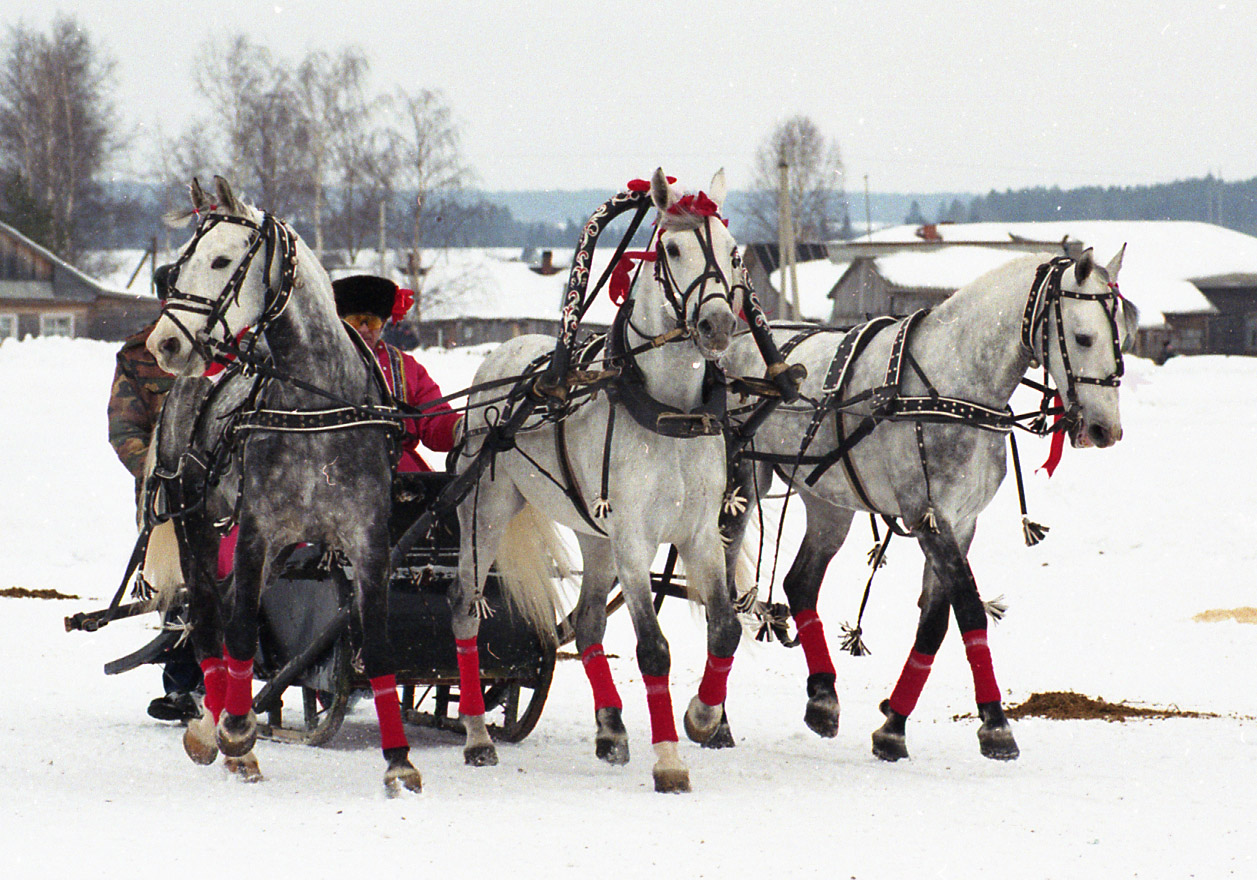
Una troika en Rusia.

Una troika (en ruso тройка, "tríada" o "trío") es un tipo de carruaje tradicional ruso, que utiliza tres caballos para tirar de un trineo. A máxima velocidad una troika puede alcanzar de 45 a 50 km/h, lo que era una velocidad muy alta para vehículos terrestres en los siglos XVII, XVIII y XIX. Por esto, la troika estaba asociada a los viajes rápidos.
- Datos: Q916073
- Multimedia: Troikas (horse driving) / Q916073